# Tuffi ai campionati europei di nuoto 2020 - Trampolino 3 metri sincro femminile
Il concorso del trampolino 3 metri sincro femminile  ai Campionati europei di nuoto 2020 si è svolto il 16 maggio 2021 alla Duna Aréna di Budapest in Ungheria e vi hanno preso parte 6 coppie di atlete, provenienti da altrettante diverse nazioni.
La competizione è stata vinta dalle tedesche Tina Punzel e Lena Hentschel con 307,29 punti, che hanno superato le italiane Chiara Pellacani ed Elena Bertocchi di nove centesimi.

## Medaglie
| Posizione | Atleti                           | Paese    |
| --------- | -------------------------------- | -------- |
| Oro       | Tina Punzel Lena Hentschel       | Germania |
| Argento   | Chiara Pellacani Elena Bertocchi | Italia   |
| Bronzo    | Uliana Kliueva Vitaliia Koroleva | Russia   |

## Risultati
La gara è iniziata alle ore 18:00 (UTC+1 ora locale).
| Class   | Nazione     | Tuffatori                        | Punti | Punti | Punti | Punti | Punti | Punti  |
| Class   | Nazione     | Tuffatori                        | T1    | T2    | T3    | T4    | T5    | Totale |
| ------- | ----------- | -------------------------------- | ----- | ----- | ----- | ----- | ----- | ------ |
| Oro     | Germania    | Tina Punzel Lena Hentschel       | 48,60 | 48,60 | 70,20 | 72,00 | 67,89 | 307,29 |
| Argento | Italia      | Chiara Pellacani Elena Bertocchi | 49,80 | 44,40 | 72,00 | 74,40 | 66,60 | 307,20 |
| Bronzo  | Russia      | Uliana Kliueva Vitaliia Koroleva | 48,60 | 49,80 | 69,30 | 54,90 | 68,40 | 291,00 |
| 4       | Regno Unito | Grace Reid Katherine Torrance    | 49,80 | 47,40 | 67,50 | 63,00 | 63,00 | 290,70 |
| 5       | Ucraina     | Hanna Pysmenska Viktoriya Kesar  | 48,60 | 46,20 | 65,70 | 58,59 | 62,10 | 281,19 |
| 6       | Ungheria    | Petra Sándor Emma Veisz          | 43,80 | 37,80 | 46,80 | 43,74 | 47,04 | 219,18 |